# Barracudasauroides panxianensis
Il barracudasauroide (Barracudasauroides panxianensis) è un rettile marino estinto, appartenente agli ittiosauri. Visse nel Triassico medio (Anisico, circa 244 milioni di anni fa) e i suoi resti fossili sono stati ritrovati in Cina.

## Descrizione
Questo animale era di piccole dimensioni e non doveva superare il metro di lunghezza. Barracudasauroides era dotato di un lungo rostro e, come tutti gli ittiosauri, di quattro arti trasformati in strutture simili a pinne. Il cranio era lungo meno di 25 centimetri e possedeva una bassa cresta sagittale. Erano presenti fino a 15 denti premascellari allungati e sottili; i denti mascellari anteriori, invece, erano robusti, conici e smussati, mentre quelli posteriori erano leggermente allungati. Rispetto ad altre forme simili, come Mixosaurus, questo animale era dotato di alcune particolarità nella parte posteriore del cranio. Lo jugale era dotato di un breve processo posteroventrale, non vi era nessun contatto tra jugale e quadratojugale, il postorbitale (che separava il postfrontale e il sovratemporale) raggiungeva l'incisura postjugale, e così anche lo squamoso. Il radio, inoltre, aveva due incisure anteriori (Maisch, 2010).

## Classificazione
La storia tassonomica di questo animale è piuttosto complessa. Nel 1965 vennero descritti alcuni frammentari fossili di mixosauridi provenienti dalla Cina (formazione Guanling, provincia di Guizhou) con il nome di Mixosaurus maotaiensis. Successivamente, a questo taxon furono attribuiti esemplari più completi. Nel 2005 questa specie venne attribuita a un nuovo genere, Barracudasaurus; tuttavia, altri studi hanno determinato che l'esemplare tipo di M. maotaiensis è privo di caratteri diagnostici chiari, ed è quindi da considerarsi un nomen dubium, così come il nome generico Barracudasaurus, che fa riferimento anch'esso all'esemplare tipo di M. maotaiensis (Jiang et al., 2006). Nello stesso studio veniva descritta una nuova specie di Mixosaurus, M. panxianensis, basata sugli esemplari più completi ritrovati in precedenza. Nel 2010, quindi, Michael Maisch istituì il genere Barracudasauroides (con la specie tipo B. panxianensis) a causa di alcune peculiarità craniche presenti nella nuova specie. Secondo questo studio, Barracudasauroides sarebbe il membro più basale dei mixosauridi.